# Aréna Melançon
L’Aréna Melançon est un centre sportif situé à Saint-Jérôme.
En 2007, la ville de Saint-Jérôme prend la décision de ne pas remplacer le vétuste édifice malgré les coûts engendrés par l'âge de l'édifice. L'aréna ferme ses portes le 22 juin 2023 « en raison de la sécurité et de la vétusté du bâtiment ». En date de novembre 2022, aucune décision n'a été prise quant au destin du bâtiment, s'il sera détruit ou non.